# Vári András (történész)
Vári András (1953 – 2011. október 1.) gazdaságtörténész, az ELTE BTK Történeti Intézet egykori egyetemi oktatója.

## Élete
1972-1978 között végzett a Marx Károly Közgazdaságtudományi Egyetem pénzügy szakán. 1983-ban egyetemi doktori fokozatot szerzett summa cum laude. 1997-ben kandidátusi fokozatot szerzett summa cum laude. 2006-ban a Debreceni Egyetemen habilitált summa cum laude.
1978-1981 között a Magyar Mezőgazdasági Múzeum tudományos segédmunkatársa, 1981-1992 között az MTA Közép- és Keleteurópai Akadémiai Kutatási Központ tudományos munkatársa. 1990-1991-ben vendégprofesszor a Kasseli Egyetemen. 1992-1997 között az ELTE Gazdaság- és társadalomtörténeti tanszék tudományos munkatársa, 1997-1998 között az MTA-BKE Közép- és Keleteurópa Története Kutatócsoport tudományos főmunkatársa. 1999-től a Miskolci Egyetem Egyetemes Történeti Tanszékének docense, 2001-ben pedig az MTA Etnikai és Kisebbségi Kutatóintézetének félállású tudományos főmunkatársa volt.
2006-tól vezetőségi tag volt a Hajnal István Kör Társadalomtörténeti Egyesületben. 2002-től szerkesztőbizottsági tagja volt a Zeitschrift für Agrargeschichte und Agrarsoziologie folyóiratnak.

## Emléke
- 2014 Úr és szolga a történettudomány egységében – Társadalomtörténeti tanulmányok - In memoriam Vári András (1953–2011). Miskolc.

## Művei
- 1983 A gróf Károlyi család nagykárolyi birtokkerületének jövedelmei és gazdálkodása 1760-1791
- A német társadalomtörténet új útjai. Tanulmányok; szerk. Vári András, ford. Berényi Gábor; Közép- és Kelet-Európai Akadémiai Kutatási Központ, Bp., 1990 (Gazdaság- és társadalomtörténeti füzetek)
- 1997 A gazdatiszti réteg kialakulása 1750-1848
- Gerhard Baumgartner–Kovács Éva–Vári András: Távoli szomszédok. Jánossomorja és Andau, 1990-2000; Teleki László Alapítvány, Bp., 2002 (Regio könyvek)
- Szomszédok világai. Kép, önkép és a másikról alkotott kép. Szöveggyűjtemény; szerk. Klement Judit, Miskolczy Ambrus, Vári András; KSH Könyvtár és Levéltár, Bp., 2006
- Malota László–Vári András: Ártatlan angyalok. Kiszolgáltatottan a bűn fertőjében. Nyomozati akták alapján; Pándus, Csabrendek, 2008
- Urak és gazdászok. Arisztokrácia, agrárértelmiség és agrárius mozgalom Magyarországon, 1821-1898; Argumentum, Bp., 2009
- Herren und Landwirte. Ungarische Aristokraten und Agrarier auf dem Weg in die Moderne, 1821-1910; Harrassowitz, Wiesbaden, 2008 (Studien zur Sozial- und Wirtschaftsgeschichte Ostmitteleuropas)
- Úr és szolga a történettudomány egységében. Társadalomtörténeti tanulmányok. In memoriam Vári András (1953-2011); szerk. Gyulai Éva; Miskolci Egyetem BTK Történettudományi Intézet, Miskolc, 2014
- Vári András–Pál Judit–Stefan Brakensiek: Herrschaft an der Grenze. Mikrogeschichte der Macht im östlichen Ungarn im 18. Jahrhundert; Böhlau, Köln–Weimar–Wien, 2014 (Adelswelten, 2.)